# Kościół ewangelicko-augsburski w Łucku
Kościół ewangelicko-augsburski w Łucku – luterańska świątynia, dziś należąca do wspólnoty baptystów – to zabytek architektury, mieści się przy ulicy Luterańskiej w Łucku.
Świątynia została ufundowana w 1906 roku ze środków społeczności luterańskiej. Pełniła rolę jednego z głównych miejsc kultu dla kolonistów niemieckich na Wołyniu. Po II wojnie światowej kościół podupadł. W czasach radzieckich należała do różnych instytucji, między innymi mieściło się tam główne archiwum. Po upadku Związku Radzieckiego budynek kirchy został przekazany baptystom, którzy poddali kościół gruntownej renowacji. Dziś jest to zabytek architektury, którego sylwetka zajmuje istotne miejsce w kompozycyjnym tle Łucka.

## Kościół Karmelitów
W 1741 roku przy ulicy Karaimskiej rozpoczęto przy klasztorze karmelitów budowę kościoła Najświętszej Maryi Panny.  Kościół ten został ufundowany przez Anatola Bazalskiego, który przekazał zakonowi wieś Borochiw oraz dziewiętnaście tysięcy złotych na pokrycie kosztów budowy.
Kilkanaście lat później budowę kościoła ukończono w stylu barokowym. Ściany i sufit wewnątrz budowli pokrywały kunsztowne polichromie. W roku 1764, po pożarze, świątynia została odbudowana przez Stanisława Maneckiego. Niestety w 1845 roku kościół ponownie spłonął i nie był już odrestaurowywany. Kilkadziesiąt lat budowla pozostawała w stanie ruiny, a następnie została rozebrana.
W momencie gdy Wołyń znalazł się w jurysdykcji Imperium Rosyjskiego władze sprzyjały rozpowszechnieniu osadnictwa niemieckiego. Z pomocą Niemców spodziewano się uzdrowić gospodarkę rolną i przemysł. Rozkwit kolonii niemieckich przypada na lata siedemdziesiąte i osiemdziesiąte ХІХ wieku. W 1899 roku utworzono adiunkturę w Łucku, co wiązało się potrzebą budowy kościoła. Niebawem decyzją władz miejskich pohost kościoła karmelitów został oddany pod budowę niemieckiej świątyni ewangelickiej, która miała służyć luteranom z Łucka i okolicznych wiosek.

## Okres niemiecki: od początku do upadku

### W Imperium Rosyjskim

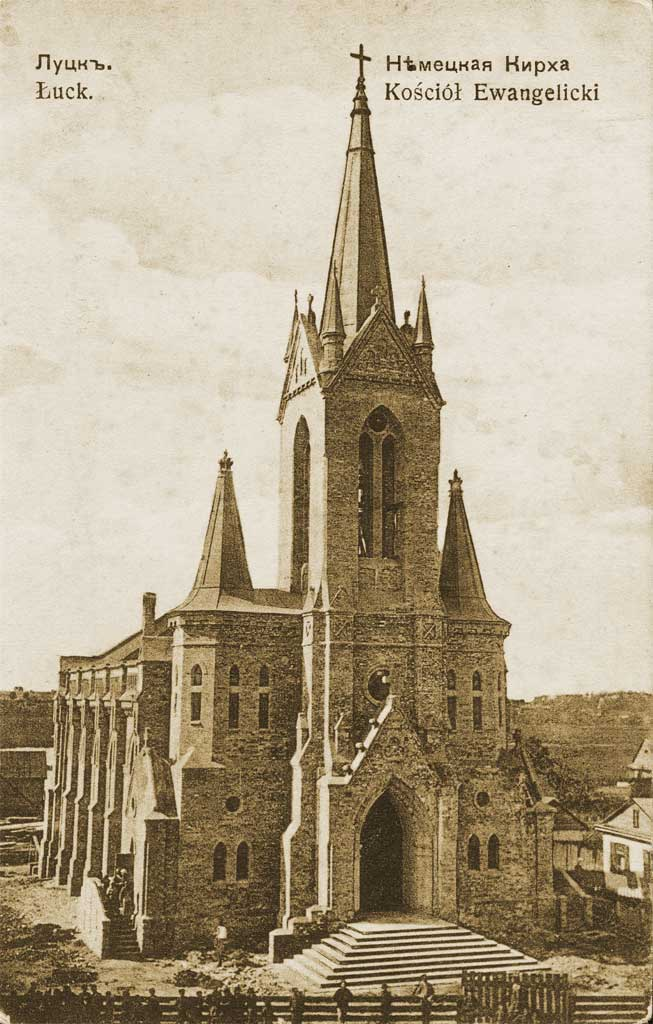
Pierwsze zdjęcie (do I wojny światowej)

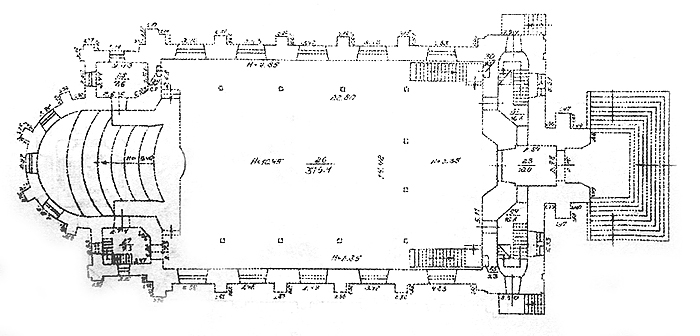
Plan

Dwa miasta pretendowały do budowy świątyni gminy ewangelickiej – Łuck i Torczyn. Chociaż na terenie Torczyna znajdowało się ponad sto osad niemieckich, to ostatecznie prace zlokalizowano w Łucku. Decyzję tę motywowano bliskością kolei oraz innych organów administracyjnych, w których należało załatwić formalności związane z budową świątyni.
Uroczystość wbudowania kamienia węgielnego w fundamentach przyszłej kirchy miała miejsce 24 czerwca 1905 roku. Świątynia w stylu neogotyckim została zaprojektowana przez architekta Christiana Beutelspachera. Na czele komisji budowlanej stanął pastor W. Szlupp. Budowa kościoła trwała piętnaście miesięcy. Członkowie wspólnoty ewangelickiej chętnie wykonywali prace pomocnicze.
Na głównej wieży zamocowano znacznych rozmiarów dzwon przywieziony z Bochum w Niemczech. Wewnątrz świątyni umieszczono organy z szesnastoma registrami wykonane w fabryce Gebruder Rieger (obecnie Rieger Orgelbau). Zgodnie z tradycją nawa główna w świątyni protestanckiej to przestronna sala z szerokim chórem i wysokimi strzelistymi oknami. Trzy wnęki ołtarzowe były pokryte malowidłami. Na środkowej przedstawiono Chrystusa. Prace dekoracyjne wewnątrz ukończono dopiero w 1911 roku.
W czasie I wojny światowej Kościół luterański uległ zniszczeniom.

### Czasy II Rzeczypospolitej
W 1921 roku nowym pastorem w Łucku został A. Kleindinst. W tym czasie, na podstawie zawartego Traktatu ryskiego 1921, Wołyń znalazł się na terytorium Polski i gmina luterańska w Łucku została podporządkowana Konsystorzowi w Warszawie. W 1927 roku obok kościoła ewangelickiego wzniesiono plebanię i szkołę. Dwa lata później kościół odwiedził prezydent Polski Ignacy Mościcki.

## Czas upadku i odrodzenia

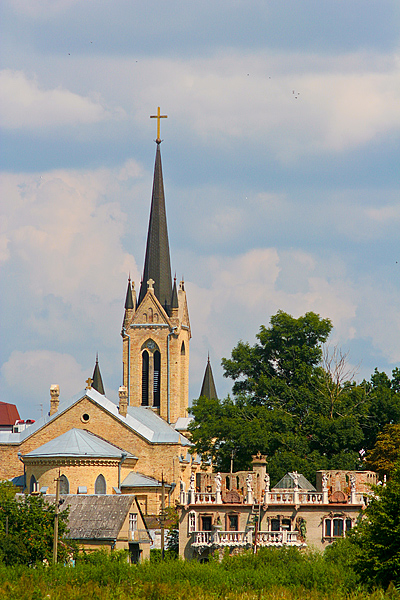
Widok

Podczas II wojny światowej, na skutek wspólnych ustaleń władz niemieckich i radzieckich, koloniści niemieccy zostali przesiedleni do Polski. W związku z tymi wydarzeniami kościół ewangelicki bezpowrotnie stracił swoich gospodarzy. W 1951 roku budynek został przekazany Archiwum Państwowemu Obwodu Wołyńskiego. W 1960 roku przez Wołyń przetoczyła się wielka wichura, która zerwała iglicę z najwyższej wieży oraz uszkodziła wieże boczne. W 1972 roku na skutek pożaru niszczeniom uległ dach. Niektóre elementy dekoracji zewnętrznej zostały rozebrane.
W 1991 roku rozpoczęto gruntowną renowację świątyni. Cegły wyczyszczono, uszkodzone w czasie działań wojennych, zamieniono na nowe. Odnowiono wieże oraz elementy dekoracji zewnętrznej. Na centralnej kopule dzwonnicy zamontowano krzyż. Wewnątrz wstawiono nowy ołtarz, rzeźbione meble, balkony, mównicę. Restaurowano zamurowane w absydzie okna, wstawiono nowe witraże autorstwa Witalija Jurczenka.

## Architektura

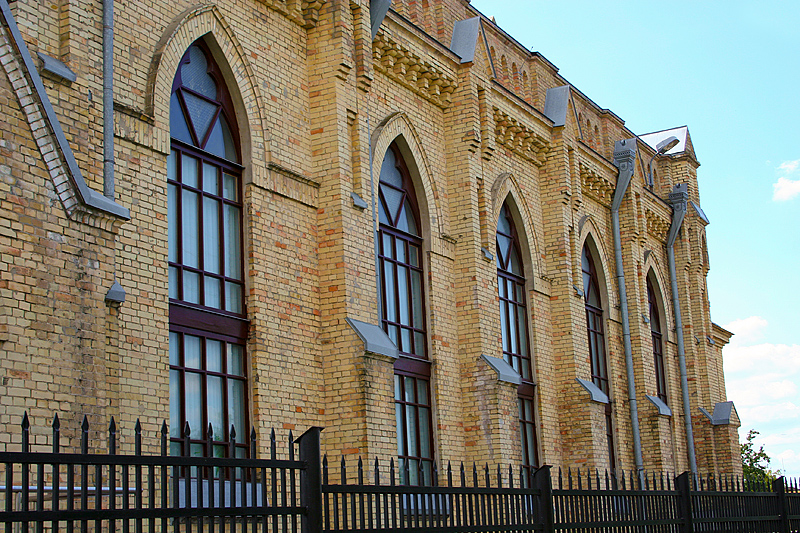
Boczna ściana

Kościół ewangelicki został zbudowany w stylu neogotyckim z nieotynkowanej cegły. W oblicówce zastosowano żółtą cegłę klinkierową wysokiej jakości, o wymiarach 27х13х7 cm. Cegłę wykonano w zmechanizowanej cegielni «Łuczanin» Abrama Hliklicha. Jest to jednonawowa budowla z wysoką dzwonnicą nad wejściem. Wewnątrz zastosowano tradycyjny podział na kruchtę, chór, nawę i absydę. Po lewej stronie od ołtarza na podwyższeniu znajduje się ambona. Ołtarz umieszczony w absydzie przypomina amfiteatr z miejscem na chór. W świątyni nie ma organów.
Wejście z zewnątrz jest ozdobione portalem o formie strzelistej, górną część zwieńczono frontonem. Wysoka na 24 m iglica kościoła podkreśla kompozycję pionową, boczne wieże z iglicami, nieco mniejsze, umieszczone są nad kruchtą. Strzelista dzwonnica oraz iglica kościoła ewangelickiego górują na tle panoramy Starego Miasta.

## Galeria

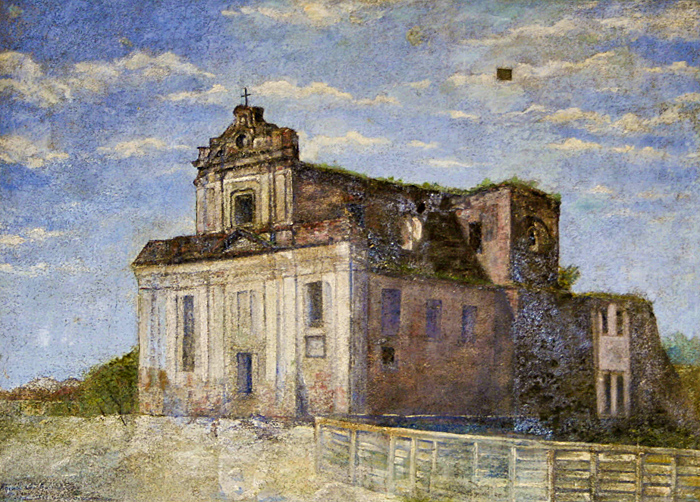
Kościół karmelitów, na miejscu którego zbudowano kościół ewangelicki
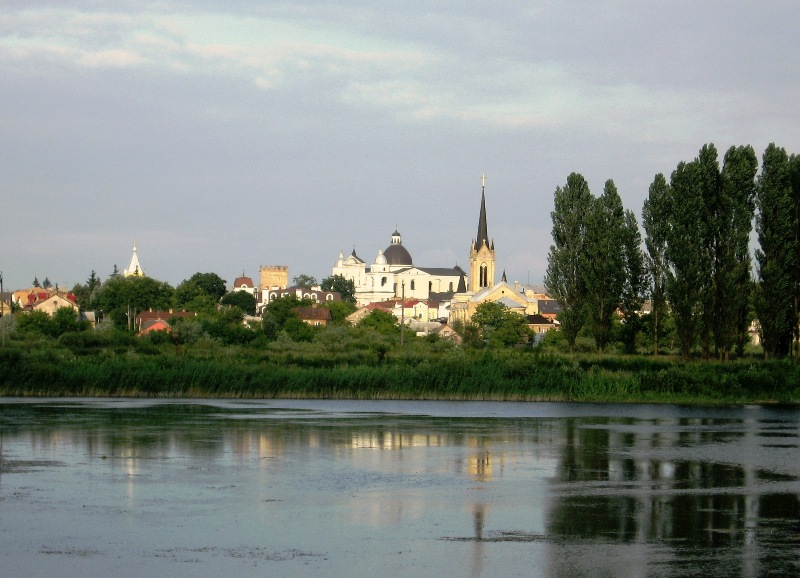
Widok na stare miasto
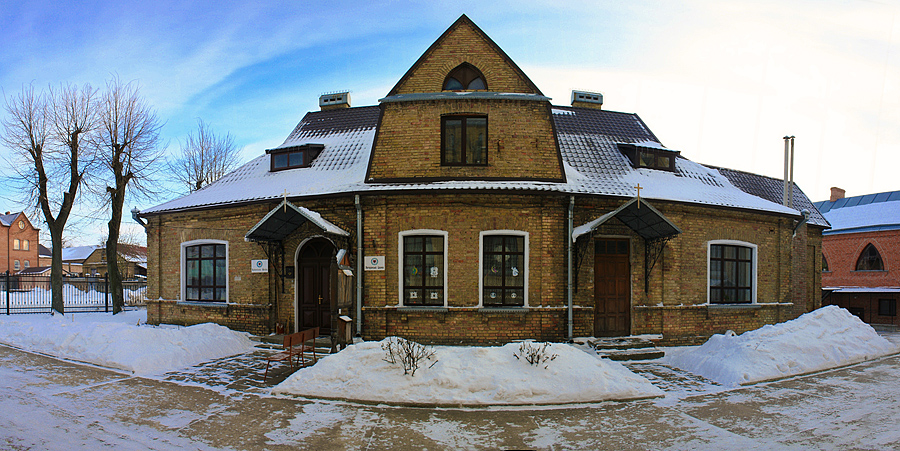
Pastorówka (1927)
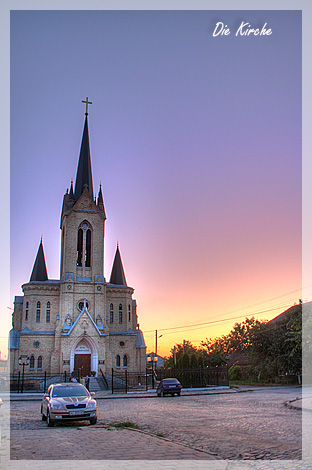
Zachód słońca (HDR)